# Karl Nehammer
Karl Nehammer (Wenen, 18 oktober 1972) is een Oostenrijkse politicus en partijleider van de christendemocratische ÖVP. Sinds december 2021 is hij de bondskanselier van Oostenrijk.

## Biografie

### Jeugd
Nehammer volgde tot 1992 onderwijs aan het Kalksburgcollege en het gymnasium Amerlingstraße in Wenen. Aansluitend diende hij bij het leger tot 1997.

### Loopbaan
Van 2012 tot 2014 studeerde Nehammer politieke communicatie aan de Universiteit van Krems. Bij de parlementsverkiezingen van 2017 werd hij verkozen in de Nationale Raad. Hij was van januari 2018 tot januari 2020 secretaris-generaal van de ÖVP.
Vanaf 2020 was Nehammer vele jaren werkzaam voor het Oostenrijkse ministerie van Binnenlandse Zaken. Op 20 januari 2020 volgde hij Wolfgang Peschorn op als minister van Binnenlandse Zaken in het kabinet-Kurz II. Na het aftreden van bondskanselier Sebastian Kurz werd dit kabinet in oktober 2021 kortstondig verdergezet als het kabinet-Schallenberg, onder leiding van Alexander Schallenberg. Nehammer werd in december 2021 benoemd tot partijleider van de ÖVP, waarna hij het bondskanselierschap van Schallenberg overnam.